# John O'Keefe
John O'Keefe, född 18 november 1939 i New York, är en amerikansk-brittisk neuroforskare, psykolog och professor vid Sainsbury Wellcome Centre for Neural Circuits and Behaviour vid samma universitet.. Han har arbetat vid University College London under hela sin karriär, men har även varit deltidsprofessor vid Norges tekniska högskola på önskemål av sina norska kollegor, Mosers.
År 2014 tilldelades han Nobelpriset i fysiologi eller medicin tillsammans med May-Britt Moser och Edvard Moser "för deras upptäckter av celler som utgör ett positioneringssystem i hjärnan".

## Biografi
O'Keefe föddes av irländska invandrade föräldrar och gick på Regis High School (Manhattan) och tog en kandidatexamen vid City College of New York. Han fortsatte att studera vid McGill University i Montreal, Quebec, Kanada, där han tog en masterexamen 1964 och en doktorsexamen i psykologi 1967, handledd av Ronald Melzack.

## Karriär
O'Keefe började arbeta vid University College London 1967 som amerikansk postdoktor med den framlidne Patrick Wall. Han har varit verksam där sedan dess och befordrades till professor 1987. På uppdrag av sina medarbetare Edvard Moser och May-Britt Moser utsågs han till deltidsprofessor vid Norges tekniska högskola 2014.

### Identifiering av platsceller
O'Keefe och hans student Jonathan Dostrovsky upptäckte platsceller genom att systematiskt analysera miljöfaktorerna som påverkar avfyrningsegenskaperna hos enskilda hippocampala nervceller. Hans många publikationer om placeringsceller har fått en omfattande citering. Han har också tillsammans med Lynn Nadel publicerat en tongivande bok, som beskriver hippocampus funktionella roll som en kognitiv karta för rumslig minnesfunktion. I förlängningen av hans arbete har placeringsceller analyserats experimentellt eller simulerats i modeller i hundratals forskningsrapporter.

### Upptäckten av thetafasprecession
I ytterligare forskning om platsceller fann O'Keefe bevis för en distinkt variation av temporal kodning av information genom tidpunkten för åtgärdspotentialer i platsceller, i förhållande till en oscillatorisk EEG-cykel som kallas thetarytmen, i motsats till spiktiming inom en enda cell. I en artikel från 1993 visade han och Michael Recce att platsceller spikar i olika faser i förhållande till thetarytmsvängningar i hippocampus lokala fältpotential. Denna effekt har replikerats i många efterföljande rapporter, som ger bevis för kodning av sensorisk input genom tidpunkten för spikar. Många modeller har använts för att studera de potentiella fysiologiska mekanismerna i fasföredragningen.

### Förutsägelse och identifiering av gränsvektorceller
I en artikel 1996 presenterade O'Keefe och Neil Burgess data som visade förändringar i positionen och storleken på avfyrningsfält för platsceller när de hinder som definierar miljön flyttades. I detta och följande dokument presenterade de en modell av detta fenomen som förutsäger förekomsten av gränsvektorceller som skulle svara på ett specifikt avstånd från hinder i miljön. Flera år senare fick denna explicit teoretiska förutsägelse stöd av omfattande experimentella data som visar gränsceller med förutsagda rekvisita i subiculumen och den mellersta entorhinal.

### Utmärkelser och hedersbetygelser
O'Keefe valdes till fellow i Royal Society (FRS) 1992 och ledamot av Academy of Medical Sciences (FMedSci) 1998. Dessutom fick han Feldbergs stiftelsepris 2001 och Grawemeyerpriset i psykologi 2006 (tillsammans med Lynn Nadel). År 2007 fick han British Neuroscience Association Award för enastående bidrag till brittisk neurovetenskap och 2008 fick han Federation of European Neuroscience Societies European Journal of Neuroscience Award. Senare under 2008 tilldelades O'Keefe Gruberpriset i neurovetenskap. År 2013 fick han Louisa Gross Horwitz-priset (tillsammans med Edvard Moser och May-Britt Moser). År 2014 var han medmottagare av Kavlipriset som delades ut av Norwegian Academy of Science and Letters med Brenda Milner och Marcus Raichle. År 2016 valdes han in i National Academy of Sciences.
O'Keefe promoverades till hedersdoktor vid University College Cork den 15 december 2014. I maj 2015 tilldelades han en liknande vid City College of New York, och i juni samma år tilldelades han en vid McGill University, båda hans alma maters.